# Gornja Gušterica
Gornja Gušterica en serbe latin et Gushtericë e Epërme en albanais (en serbe cyrillique : Горња Гуштерица) est une localité du Kosovo située dans la commune/municipalité de Lipjan/Lipljan, district de Pristina (Kosovo) ou district de Kosovo (Serbie). Selon le recensement kosovar de 2011, elle compte 393 habitants.
Selon le découpage administratif kosovar, elle fait partie de la commune/municipalité de Gračanica/Graçanicë.

## Histoire
Sur le territoire du village se trouve un site archéologique correspondant peut-être à l'ancienne Statio Herculana romaine ; les vestiges mis au jour remontent aux IIIe et IVe siècles ; le site est mentionné par l'Académie serbe des sciences et des arts et est inscrit sur la liste des monuments culturels du Kosovo.
Dans le village se trouvent les ruines d'une église datant du XIVe siècle, elles aussi classées,.

## Démographie

### Évolution historique de la population dans la localité
| 1948 | 1953 | 1961 | 1971 | 1981 | 1991 | 2011 |
| ---- | ---- | ---- | ---- | ---- | ---- | ---- |
| 391  | 451  | 479  | 495  | 537  | 604  | 393  |

|  |

### Répartition de la population par nationalités (2011)
En 2011, les Serbes représentaient 99,75 % de la population.